# Lehel (stacja metra)
Lehel - stacja metra w Monachium, na linii U4 i U5. Znajduje się w dzielnicy Altstadt-Lehel. Stacja została otwarta 27 października 1988.